# Venado Tuerto
Venado Tuerto är en ort i Argentina.   Den ligger i provinsen Santa Fe, i den centrala delen av landet, 300 km väster om huvudstaden Buenos Aires. Venado Tuerto ligger 117 meter över havet och antalet invånare är 72 340.
Terrängen runt Venado Tuerto är mycket platt.
Runt Venado Tuerto är det i huvudsak tätbebyggt. Runt Venado Tuerto är det glesbefolkat, med 16 invånare per kvadratkilometer.